# Райгада, Хосе Мария
Хосе Мария Райгада и Галло (исп. José María Raygada y Gallo; 18 декабря 1795, Пьюра — 15 января 1859, Лима) — военный, государственный и политический деятель Перу, премьер-министр страны (14 февраля 1857 — 13 мая 1858), военный и военно-морской министр. Дивизионный генерал, командующий военно-морским флотом Перу. Участник Войны за независимость Перу.

## Биография
Начал военную карьеру в качестве второго лейтенанта королевского батальона. В январе 1821 года присоединился к движению за независимость, участвовал в битве с роялистами при Пичинче (1822). В 1823 году — участник битвы при Цепите.
Со временем стал подполковником перуанского гвардейского легиона. Кавалер государственных наград. В 1825 году сражался в составе армии Антонио Сукре, который завершил освобождение Перу и Верхнего Перу (теперь Боливия). Был повышен в звании до полковника (1825).
В 1833 году назначен бригадным генералом. В 1834 году поддержал государственный переворот Педро Бермудеса против Орбегосо, участвовал в гражданской войне. После её окончания его судили и выслали в Центральную Америку, но вернулся в страну и продолжил борьбу. После создания Конфедерации Перу и Боливии Райгада отправился в изгнание. Вновь вернулся в Перу и участвовал в нескольких сражениях.
При и. о. президента Перу Мануэле Менендесе был военным и морским министром временного правительства (1841—1842 и 1844—1845). В первом правительстве Рамона Кастильи назначен генеральным инспектором армии (1846) и вновь занимал пост военного и военно-морского министра (19 июля 1847 — 20 апреля 1849). Его
В январе 1848 г. стал дивизионным генералом.
Позже назначен губернатором региона Кальяо. 14 февраля 1857 года назначен председателем Совета министров и военным и морским министром (1857—1858). Как председатель Совета министров с 2 апреля 1857 года до 28 июля 1858 года являлся ответственным за руководство исполнительной властью (исп. Encargado del Mando) от имени временного президента Рамона Кастильи-и-Маркесадо, отсутствовавшего во время подавления восстания Мануэля Игнасио де Виванко на юге страны. В мае 1858 года подал в отставку по состоянию здоровья.